# إيمرسون كريس
إيمرسون كريس (بالبرتغالية: Emerson Cris Hartkopp‏) (22 يناير 1978 بكوريتيبا في البرازيل - ) هو لاعب كرة قدم برازيلي في مركز الوسط. لعب مع نادي باهيا.

## وصلات خارجية
- إيمرسون كريس على موقع قاعدة بيانات كرة القدم.إي يو (الإنجليزية)